# Kangaroz
Kangaroz – polski zespół rockowy. Grupa powstała w 1995 roku w Olsztynie pod nazwą Wild Stone. Zmiana nazwy na Kangaroz nastąpiła w 1997 roku.

## Skład
- Cezary Biedulski – gitara, wokal
- Krystian Zemanowicz – bas
- Rafał Bykowski – perkusja
- Robert Krawczyk – wokal, klawisze

Dawniej występowali także:
- Aleksander Ostrowski – wokal
- Krzysztof Bykowski – bas
- Dawid Przyborowski – wokal
- Piotr Skoczek – gitara, wokal (odchodzi w marcu 2002)
- Michał Bagiński – gitara (od marca 2002)
- Paweł Jodko – gitara (od stycznia 2005)
- Jacek Charkiewicz – gitara
- Jarosław Kostyra – gitara

## Dyskografia
- Kangaroz (13 sierpnia 2001)

1. "Supernovy"
2. "Impra"
3. "Bilet"
4. "Każdej nocy"
5. "III paski"
6. "Wiem"
7. "Narko"
8. "Faul"
9. "Widzę"
10. "Cała prawda"
11. "Gdy nie wiesz"
12. "Kolorowe sny"

- Inny (2003)

1. "Inny..."
2. "Pomyśl"
3. "Dla takich chwil"
4. "Dwie strony"
5. "Kult"
6. "Taki dzień"
7. "Warto?"
8. "Wokół niej"
9. "TV"
10. "Nic nie mów"
11. "Czy tego chce"
12. "Wata i lato" (bonus)
13. "Hymn" – interpretacja Mazurka Dąbrowskiego (bonus)

- Name of Love (2005)[1]

1. "Rock Star"
2. "Ta noc"
3. "Name of Love"
4. "Zaniedbana miłość"
5. "Życiem trzeba żyć"
6. "Czasami"
7. "Hej dziewczyny"
8. "3N"
9. "Czy nie?"
10. "Sen"
11. "Na fali"
12. "Fuga"

- Oddychaj (4 czerwca 2007)

1. "Intro"
2. "Rockstar"
3. "Bez orzekania win"
4. "Kangaroz"
5. "Hey dziewczyny"
6. "Czy nie?"
7. "Własny film"
8. "Nigdy nie mów nigdy"
9. "Lepiej nie wiedzieć"
10. "Idealne 2"
11. "Odychaj"
12. "Energia"
13. "Name of Love"
14. "Zaniedbana miłość"
15. "Życiem trzeba żyć"

## Koncerty, wydarzenia, nagrody
Ważniejsze występy i nagrody:
- Festiwal Prince Rocks Węgorzewo '96 (lipiec)
- Głogowski May Day Rock '96 (wrzesień)
- Nagroda publiczności 
  - Główna nagroda jury
- Alternativ Rock Festival Lublin '97 (marzec) 
  - Wyróżnienie organizatorów
- Festiwal Prince Rocks Węgorzewo '97 (lipiec) – pierwszy koncert pod nową nazwą
  - Nagroda dziennikarzy
  - Nagroda Publiczności
  - II nagroda jury

- "HYDROTOUR 2002" - trasa koncertowa – marzec/kwiecień 2002
- Olsztyńskie Lato Artystyczne – czerwiec 2002
- Festiwal Rockowy Węgorzewo 2002 – lipiec 2002
- Lipiec 2002 – 3 koncerty w Rosji, w Samarze i Taliatti
- Żary, Przystanek Woodstock – sierpień 2002

- Wizyta w programie Kuby Wojewódzkiego – maj 2003
- Wizyta w programie MOP MAN Roberta Leszczyńskiego – czerwiec 2003